# مسابقات جهانی ژیمناستیک هنری ۲۰۱۳
مسابقات جهانی ژیمناستیک هنری ۲۰۱۳ چهل و چهارمین دوره مسابقات جهانی ژیمناستیک هنری است که در آنتورپ، بلژیک از ۳۰ سپتامبر تا ۶ اکتبر ۲۰۱۳ میلادی برگزار شده است.

## جدول مدال‌ها
| رتبه  | کشور                | طلا | نقره | برنز | مجموع |
| ۱     | ژاپن                | ۴   | ۱    | ۲    | ۷     |
| ۲     | ایالات متحده آمریکا | ۳   | ۶    | ۳    | ۱۲    |
| ۳     | چین                 | ۲   | ۰    | ۰    | ۲     |
| ۴     | روسیه               | ۱   | ۱    | ۲    | ۴     |
| ۵     | برزیل               | ۱   | ۰    | ۰    | ۱     |
| ۵     | هلند                | ۱   | ۰    | ۰    | ۱     |
| ۵     | کرهٔ جنوبی           | ۱   | ۰    | ۰    | ۱     |
| ۸     | آلمان               | ۰   | ۱    | ۱    | ۲     |
| ۸     | بریتانیای کبیر      | ۰   | ۱    | ۱    | ۲     |
| ۱۰    | ایتالیا             | ۰   | ۱    | ۰    | ۱     |
| ۱۰    | مکزیک               | ۰   | ۱    | ۰    | ۱     |
| ۱۲    | کرهٔ شمالی           | ۰   | ۰    | ۱    | ۱     |
| ۱۲    | رومانی              | ۰   | ۰    | ۱    | ۱     |
| مجموع | مجموع               | ۱۳  | ۱۲   | ۱۱   | ۳۶    |